# ويليس بيج
ويليس بيج (بالإنجليزية: Willis Page)‏ هو معلم موسيقى أمريكي، ولد في 18 سبتمبر 1918 في روتشستر في الولايات المتحدة، وتوفي في 9 يناير 2013.